# True Blue
True Blue ist das dritte Studioalbum der US-amerikanischen Sängerin Madonna. Es avancierte zum weltweiten Nummer-eins-Album und zählt mit 25 Millionen verkauften Einheiten zu den meistverkauften Musikalben der Geschichte.

## Entstehung und Veröffentlichung
Es erschien am 30. Juni 1986 bei Sire Records und ist nach dem gleichnamigen Song True Blue benannt. Es ist das erste Album, bei dem Madonna einen Großteil der Songs selbst schrieb, die meisten gemeinsam mit Stephen Bray und Patrick Leonard. Musikalisch unterscheidet sich das Album vom Vorgänger Like a Virgin durch einen klassischeren Einfluss. Die Musik wurde mit Akustikgitarren, Drums, Synthesizern und kubanischen Musikinstrumenten eingespielt.

## Hintergrund
Madonna widmete das Album Sean Penn, den sie 1985 geheiratet hatte. Die Widmung lautete: „This album is dedicated to my husband, the coolest guy in the universe“.
Mit den Liedern und den Musikvideos wechselte Madonna ihr Image von einem jugendlichen Sexsymbol zu einem erwachseneren, ernsthafteren Image. Der Song Papa Don’t Preach wurde für seine mutige Auseinandersetzung mit dem Thema Teenagerschwangerschaften gelobt, ebenso der Song Love Makes the World Go Round als Eintreten für den Weltfrieden, sowie Live to Tell für sein anspruchsvolles und innovatives Songwriting. Kritik brachte ihr das Musikvideo zu Open Your Heart ein, in welchem Madonna eine Tänzerin in einem Strip-Club porträtiert. Während der Confessions-Tour im Jahre 2006 hing Madonna bei ihren Vorführungen zu Live to Tell an einem Kreuz, wofür sie ebenfalls kritisiert wurde.
Die erste Single Live to Tell sowie mehrere Instrumentalsequenzen des Songs wurden im Film Auf kurze Distanz mit Sean Penn und Christopher Walken eingespielt.
La Isla Bonita war eigentlich für Michael Jackson geschrieben; nachdem er den Song abgelehnt hatte, wurde er nicht nur der erste Nummer-eins-Hit Madonnas in der Schweiz und in Deutschland, sondern auch ein Publikumsfavorit auf späteren Tourneen.
Der während der True-Blue-Session produzierte Song Spotlight wurde ein Jahr später auf der Remixcompilation You Can Dance veröffentlicht. Das Lied Each Time You Break My Heart, das es ebenfalls nicht auf das Album schaffte, verhalf Nick Kamen zu einem Welthit. Eine Demoversion des Songs tauchte mehr als 20 Jahre später im Internet auf.

## Artwork
Das Coverfoto stammt von Herb Ritts. Man sieht Madonnas Gesicht im Profil, sie hat ihren Kopf angehoben, wodurch ihr Hals freiliegt. Der Hintergrund ist blau gestaltet, unten in der Mitte steht der Titel des Albums True Blue. Madonna zeigt sich in einer eleganten Pose und präsentiert zugleich ihr neues Image mit Kurzhaarfrisur und platinblonden Haaren. Das Coverbild ist auf der LP und CD gleich, nur bei der Kassettenversion ist es komplett auf einem Poster enthalten.
Laut Lucy O’Brie, der Autorin von Madonna: Like an Icon, war das Coverbild von Andy Warhols Konzept der Pop Art sowie von Marilyn Monroe inspiriert. Sie meint, dass Madonnas Image ein Mix aus Ignoranz, Idealismus und dem 1950er-Stil der Technicolor sei, und dass diese Charakteristiken auf Warhols Kunst der 1960er Jahre verwiesen: „Mit diesem Bild zeigt Madonna ihre Verbindung zwischen Warhol und ihr selbst, die Verbindung zwischen Popart und Kommerz. Die späteren 80er markierten eine neue Ära der Künstlerin als Gesamtobjekt, und Madonna war die erste, die dies versucht hat, und die erste, der es gelang.“
Jeri Heiden, der Designer des Coverbildes, kommentierte: „Sie war schlau und begeistert von ihrem neuen Image und sie wusste, wie sie es zu kontrollieren hat.“

## Inhalt
Die Inhalte der Lieder reichen von Themen wie Liebe und Freiheit bis zu sozialen Problemen, besonders bei Papa Don’t Preach, in dem es um eine Teenagerschwangerschaft geht. Von Musikkritikern wurde das Album überwiegend positiv aufgenommen und gilt als „eines der großen Dance-Pop-Alben“. Gelobt wurde unter anderem, Madonnas Gesang sei „besser denn je zuvor“.
Titelliste
| #  | Titel                         | Autor(en)                             | Produzent(en)                         | Länge |
| -- | ----------------------------- | ------------------------------------- | ------------------------------------- | ----- |
| 1. | Papa Don’t Preach             | Brian Elliot, Madonna                 | Brian Elliot, Madonna                 | 4:29  |
| 2. | Open Your Heart               | Madonna, Gardner Cole, Peter Rafelson | Madonna, Gardner Cole, Peter Rafelson | 4:14  |
| 3. | White Heat                    | Madonna, Patrick Leonard              | Madonna, Patrick Leonard              | 4:40  |
| 4. | Live to Tell                  | Madonna, P. Leonard                   | Madonna, P. Leonard                   | 5:52  |
| 5. | Where’s the Party             | Madonna, Stephen Bray, P. Leonard     | Madonna, Stephen Bray, P. Leonard     | 4:21  |
| 6. | True Blue                     | Madonna, S. Bray                      | Madonna, S. Bray                      | 4:18  |
| 7. | La Isla Bonita                | Madonna, P. Leonard, Bruce Gaitsch    | Madonna, P. Leonard, Bruce Gaitsch    | 4:03  |
| 8. | Jimmy Jimmy                   | Madonna, S. Bray                      | Madonna, S. Bray                      | 3:56  |
| 9. | Love Makes the World Go Round | Madonna, P. Leonard                   | Madonna, P. Leonard                   | 4:32  |

Outtakes und Demoaufnahmen
- Each Time You Break My Heart (Madonna, Steve Bray)[6]

## Mitwirkende
Folgende Personen trugen zur Entstehung des Albums True Blue bei.

### Musik
| - Gesang: Madonna - Backgroundgesang: Madonna, David Williams, Edie Lehmann, Jackie Jackson, Jonathan Moffett, Siedah Garrett, Richard Marx - Schlagzeug: Stephen Bray, Patrick Leonard, Jonathan Moffett - Gitarre: Bruce Gaitsch, Dann Huff, Paul Jackson Jr., John Putnam, David Williams | - Bass: Paulinho da Costa, Jonathan Moffett - Saxophon: Dave Boroff - Keyboard: Stephen Bray, Patrick Leonard, Fred Zarr - Klavier, Synthesizer: Stephen Bray, Patrick Leonard, Fred Zarr |

### Produktion
| - Ausführende Produzenten: Stephen Bray, Patrick Leonard, Madonna - Produktion: Stephen Bray, Patrick Leonard, Madonna - Abmischung: Dan Nebenzal, Michael Verdick - Engineering: Michael Hutchinson, Michael Verdick | - Mastering: Dan Nebenzal, Michael Verdick - A&R: Stephen Bray, Patrick Leonard - Marketing: Stephen Bray, Patrick Leonard, Madonna |

### Visuelles
- Artwork, Fotografien: Herb Ritts
- Art Direction: Jeffrey Kent Ayeroff, Jeri McManus
- Design: Jeri McManus

## Singleauskopplungen
| Jahr | Titel             | Höchstplatzierung, Gesamtwochen/‑monate, AuszeichnungChartplatzierungen (Jahr, Titel, , Platzierungen, Wochen/Monate, Auszeichnungen, Anmerkungen) | Höchstplatzierung, Gesamtwochen/‑monate, AuszeichnungChartplatzierungen (Jahr, Titel, , Platzierungen, Wochen/Monate, Auszeichnungen, Anmerkungen) | Höchstplatzierung, Gesamtwochen/‑monate, AuszeichnungChartplatzierungen (Jahr, Titel, , Platzierungen, Wochen/Monate, Auszeichnungen, Anmerkungen) | Höchstplatzierung, Gesamtwochen/‑monate, AuszeichnungChartplatzierungen (Jahr, Titel, , Platzierungen, Wochen/Monate, Auszeichnungen, Anmerkungen) | Höchstplatzierung, Gesamtwochen/‑monate, AuszeichnungChartplatzierungen (Jahr, Titel, , Platzierungen, Wochen/Monate, Auszeichnungen, Anmerkungen) | Anmerkungen                                                                               |
| Jahr | Titel             | DE | AT | CH | UK | US | Anmerkungen                                                                               |
| ---- | ----------------- | --- | --- | --- | --- | --- | ----------------------------------------------------------------------------------------- |
| 1986 | Live to Tell      | DE12 (15 Wo.)DE | — | CH4 (17 Wo.)CH | UK2 (13 Wo.)UK | US1 (18 Wo.)US | Erstveröffentlichung: 26. März 1986 Verkäufe: + 581.000; Video: James Foley               |
| 1986 | Papa Don’t Preach | DE2 (17 Wo.)DE | AT4 (3½ Mt.)AT | CH2 (13 Wo.)CH | UK1 (15 Wo.)UK | US1 (18 Wo.)US | Erstveröffentlichung: 11. Juni 1986 Verkäufe: + 2.036.000; Video: James Foley             |
| 1986 | True Blue         | DE6 (15 Wo.)DE | AT9 (3½ Mt.)AT | CH6 (10 Wo.)CH | UK1 (15 Wo.)UK | US3 (16 Wo.)US | Erstveröffentlichung: 17. September 1986 Verkäufe: + 1.377.000; Video: James Foley        |
| 1986 | Open Your Heart   | DE17 (10 Wo.)DE | AT18 (2½ Mt.)AT | CH11 (6 Wo.)CH | UK4 (9 Wo.)UK | US1 (18 Wo.)US | Erstveröffentlichung: 19. November 1986 Verkäufe: + 250.000; Video: Jean-Baptiste Mondino |
| 1987 | La Isla Bonita    | DE1 (15 Wo.)DE | AT1 (4½ Mt.)AT | CH1 (17 Wo.)CH | UK1 (13 Wo.)UK | US4 (18 Wo.)US | Erstveröffentlichung: 25. Februar 1987 Verkäufe: + 1.025.000; Video: Mary Lambert         |

## Rezeption
Der All Music Guide beschreibt das Album als „one of the great dance-pop albums“ und als Album „that demonstrates Madonna's true skills as a songwriter, record-maker, provocateur, and entertainer through its wide reach, accomplishment, and sheer sense of fun.“
Der deutsche Musikexpress schrieb: „Die eine Hälfte von True Blue besteht aus sicheren Top 20-Hits, die andere […] aus mittelmäßigem Füllmaterial.“
Auch der US-amerikanische Rolling Stone bescheinigte dem Album einen Mangel an herausragenden Songs, hob aber Madonnas starken Gesang hervor.

## Kommerzieller Erfolg

### Chartplatzierungen
True Blue avancierte zum Nummer-eins-Album in 28 Ländern, darunter Deutschland, die Schweiz, die Vereinigten Staaten oder auch das Vereinigte Königreich.
| ChartsChartplatzierungen       | Höchstplatzierung | Wochen |
| ------------------------------ | ----------------- | ------ |
| Deutschland (GfK)              | 1 (67 Wo.)        | 67     |
| Österreich (Ö3)                | 2 (47 Wo.)        | 47     |
| Schweiz (IFPI)                 | 1 (36 Wo.)        | 36     |
| Vereinigte Staaten (Billboard) | 1 (82 Wo.)        | 82     |
| Vereinigtes Königreich (OCC)   | 1 (90 Wo.)        | 90     |

| ChartsJahrescharts (1986) | Platzierung |
| ------------------------- | ----------- |
| Deutschland (GfK)         | 6           |
| Österreich (Ö3)           | 10          |
| Schweiz (IFPI)            | 5           |

| ChartsJahrescharts (1987) | Platzierung |
| ------------------------- | ----------- |
| Deutschland (GfK)         | 7           |
| Österreich (Ö3)           | 16          |

### Auszeichnungen für Musikverkäufe
True Blue bekam weltweit einmal Silber, sechs Mal Gold, 45 Mal Platin sowie zwei Diamantene Schallplatten für über 14,6 Millionen verkaufte Einheiten. Quellen zufolge soll es sich über 25 Millionen Mal verkauft haben, womit es nicht nur nach The Immaculate Collection die zweitmeistverkaufte Veröffentlichung Madonnas ist, sondern auch zu den weltweit meistverkauften Musikalben zählt. Es ist das meistverkaufte Album einer Künstlerin aus den 1980er-Jahren. Das Album verkaufte laut Schallplattenauszeichnungen alleine in den Vereinigten Staaten über sieben Millionen Exemplare. In Deutschland verkaufte sich das Album laut Schallplattenauszeichnungen über eine Million Mal, womit es zu den meistverkauften Alben des Landes der 1980er-Jahre zählt.
| Land/Region                  | Auszeichnungen für Musikverkäufe (Land/Region, Auszeichnung, Verkäufe) | Verkäufe   |
| ---------------------------- | ---------------------------------------------------------------------- | ---------- |
| Argentinien (CAPIF)          | 4× Platin                                                              | 240.000    |
| Australien (ARIA)            | 4× Platin                                                              | 280.000    |
| Belgien (BRMA)               | Platin                                                                 | 75.000     |
| Brasilien (PMB)              | Gold                                                                   | 100.000    |
| Dänemark (IFPI)              | Silber (Physisch) · + Platin (Digital)                                 | 45.000     |
| Deutschland (BVMI)           | 2× Platin                                                              | 1.000.000  |
| Finnland (IFPI)              | Platin                                                                 | 53.912     |
| Frankreich (SNEP)            | Diamant                                                                | 1.000.000  |
| Griechenland (IFPI)          | Gold                                                                   | 50.000     |
| Hongkong (IFPI/HKRIA)        | Platin                                                                 | 20.000     |
| Irland (IRMA)                | Gold                                                                   | 7.500      |
| Italien (FIMI)               | 4× Platin (1987) · + Gold (2024)                                       | 825.000    |
| Japan (RIAJ)                 | Gold                                                                   | 100.000    |
| Kanada (MC)                  | Diamant                                                                | 1.000.000  |
| Neuseeland (RMNZ)            | 5× Platin                                                              | 100.000    |
| Niederlande (NVPI)           | Platin                                                                 | 100.000    |
| Norwegen (IFPI)              | Platin                                                                 | 100.000    |
| Österreich (IFPI)            | Platin                                                                 | 50.000     |
| Portugal (AFP)               | Gold                                                                   | 20.000     |
| Schweiz (IFPI)               | 3× Platin                                                              | 150.000    |
| Spanien (Promusicae)         | 3× Platin                                                              | 300.000    |
| Vereinigte Staaten (RIAA)    | 7× Platin                                                              | 7.000.000  |
| Vereinigtes Königreich (BPI) | 7× Platin                                                              | 2.100.000  |
| Insgesamt                    | 1× Silber · 6× Gold · 46× Platin · 2× Diamant ·                        | 14.707.912 |

Hauptartikel: Madonna (Künstlerin)/Auszeichnungen für Musikverkäufe